# レオン・ピンスケル

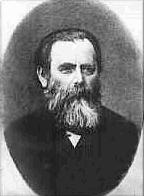
レオン・ピンスケル

レオン・ピンスケル（Leon Pinsker、1821年 - 1891年）は、ユダヤ人の医師。19世紀末のロシア帝国においてシオニズム運動を展開した。

## 生涯
1821年、当時ロシア領であったポーランドで生まれた。その後、大規模なユダヤ人コミュニティがあった黒海沿岸のオデッサに渡り、大学で法学を学んだ。しかし、ユダヤ系住民が官吏になることが困難になっていったため、医学の道へと進むことになった。当時のロシアではユダヤ系住民に対するポグロムが横行していた。1881年のアレクサンドル2世暗殺は、帝国内の反ユダヤ主義を一層強めた上、新帝アレクサンドル3世はユダヤ系住民の社会進出を阻害する法を制定した。こうしたなか、匿名で『自力解放（Autoemanzipation）』を発行し、ユダヤ人国家の建設を主張した。また、オデッサを拠点とした「ホベベイ・ツィオン（シオンを愛するものたち）」の運動を展開した。